# Сибила Радева
Сибила Тенева Радева-Шекерджийска е българска лекарка, политик от БКП.

## Биография
Родена е на 13 септември 1913 г. във варненското село Чайка в семейството на учители. От 1931 г. е член на БОНСС, а от 1934 г. е член на БКП. През 1938 г. завършва медицина. След това е участъков лекар в село Чапаево, с. Церетелево и Хераково. От 1942 до 1944 г. е лекар във фабрика в Княжево. Лекува ранени партизани. Омъжва се за партизанина Емил Шекерджийски. През 1944 г. е арестувана и изпратена в лагера „Св. Кирик“. От 1946 г. е асистент към Катедрата по вътрешни болести на Военномедицинския институт. До 1961 г. работи там като доцент. От 1969 до 1979 г. е заместник-министър на народното здраве. През 1979 г. е избрана за заместник-председател на ЦК на БЧК. Била е член на Благоевския и Димитровския районни комитет на БКП в София. От 19 ноември 1966 до 4 април 1981 г. е кандидат-член на ЦК на БКП. Отделно е заместник-председател на Дружеството за българо-виетнамска дружба. С указ № 2683 от 19 ноември 1981 г. е обявена за герой на социалистическия труд. Награждавана е още с ордените „Народна свобода 1941 – 1944 г.“ – II ст., „9 септември 1944 г.“, „Орден на труда“ – златен, и почетните звания „заслужил лекар“ (1968) и „народен лекар“ (1982)..